# 广州国际文化中心

广州国际文化中心，是中国广州市的一座摩天大楼，位于海珠区琶洲CBD，高320公尺、56层楼，于2019年动工、预计2025年完工，是广州第七高楼。